# Moulins moraviens sur la Zapadna Morava à Kukljin
Les moulins moraviens sur la Zapadna Morava à Kukljin (en serbe cyrillique : Кнез Милетина воденица у Варварину ; en serbe latin : Knez Miletina vodenica u Varvarinu) sont des moulins à eau qui se trouvent à Kukljin, sur le territoire de la ville de Kruševac et dans le district de Rasina, en Serbie. Ils sont inscrits sur la liste des monuments culturels protégés de la république de Serbie (identifiant no SK 892),.

## Présentation
Les moulins moraviens ont été construits sur les rivières Ibar, Zapadna Morava et Velika Morava, non loin du centre du village, là où un ferry permet de traverser la Zapadna Morava. Ils ont été construits en groupes et chacun appartenait à plusieurs membres d'une même famille.
L'un des deux moulins protégés a été déplacé à Kraljevo, sur l'Ibar, au début du XXe siècle ; on ignore ce qu'il est devenu. Le deuxième moulin a été emporté par les inondations de 2011. Ainsi, le village de Kukljin ne compte plus aucun moulin.